# Tobias Daniel Wabbel
Tobias Daniel Wabbel (* 1. Oktober 1973) ist ein deutscher Autor und Publizist.

## Leben
Von  1994 bis 1997 machte er eine Ausbildung zum Typografen. 
Von 2002 bis 2007 veröffentlichte Wabbel vier Anthologien mit Essays von Autoren, Wissenschaftlern, Theologen und Philosophen zum Thema Außerirdisches Leben, zur Frage, ob Gott das Universum erschuf sowie zur Frage, wie Gott den Holocaust am jüdischen Volk zulassen konnte.
Am 30. September 2006 trat er zusammen mit anderen in der vom europäischen Fernsehsender ARTE und Cargo Films, Paris, produzierten Sendung CosmicConnexion auf. Die Sendung behandelte das Thema SETI – die Suche nach extraterrestrischen Intelligenzen – und ist an mögliche außerirdische Zivilisationen adressiert.
Von 2007 bis 2009 studierte er Fachjournalistik an der Freien Journalistenschule des Deutschen Fachjournalistenverbandes, DFJV, Berlin.
2010 veröffentlichte er das Sachbuch Der Templerschatz – Eine Spurensuche. Darin geht Wabbel der Frage nach, ob der sagenumwobene Orden der Tempelritter einen Templerschatz gehütet hat, woraus er bestanden haben könnte und wo er sich noch heute befinden könnte. Er argumentiert gegen herkömmliche Thesen, wie etwa, dass es sich um das Grabtuch gehandelt haben könnte, das er als Fälschung entlarvt. Auch führt er anhand von wissenschaftlichen und historischen Quellen Behauptungen der äthiopischen Christen ad absurdum, dass sich die Bundeslade der Israeliten noch heute in der äthiopischen Stadt Aksum in der Kirche St. Maria von Zion befinden würde. Er geht Hinweisen nach, dass die Bundeslade von den Tempelrittern zwischen 1120 und 1128 unter dem Tempelberg von Jerusalem gefunden und nach Frankreich überführt worden sein könnte.
Wabbels Themenschwerpunkte sind die Rätsel der Menschheitsgeschichte und Grenzfragen zu naturwissenschaftlich-philosophischen Themen.
Tobias Daniel Wabbel lebt in Essen.

## Publikationen
- (Hrsg.): S.E.T.I. Die Suche nach dem Außerirdischen, München, Beust Verlag 2002, ISBN 3-89530-080-2
- (Hrsg.): Im Anfang war (k)ein Gott. Naturwissenschaftliche und theologische Perspektiven, Düsseldorf, Patmos Verlag 2004, ISBN 3-491-72477-5
- (Hrsg.): Leben im All. Positionen aus Naturwissenschaft, Philosophie und Theologie, Düsseldorf, Patmos Verlag 2005, ISBN 3-491-72494-5
- (Hrsg.): Das heilige Nichts : Gott nach dem Holocaust, Düsseldorf, Patmos Verlag 2007, ISBN 978-3-491-72510-2
- Der Templerschatz – Eine Spurensuche, Gütersloh, Gütersloher Verlagshaus, 2010, ISBN 3-579-06547-5
- Die Templerkathedrale – Das Geheimnis von Chartres, Gütersloh, Gütersloher Verlagshaus, März 2012, ISBN 978-3-579-06567-0